# Giuseppe Gherardi
Giuseppe Gherardi (né à Plaisance en 1756 et mort dans la même ville le 7 novembre 1828) est un peintre italien, actif dans le style néoclassique .

## Biographie
Giuseppe Gherardi a peint un San Disma pour l'église de Santa Maria in Torricella à Plaisance, la toile qui se tenait à côté d'un retable de Roberto Da Longe et un  Moïse et un David pour l'église de Santa Maria in Campagna situés en face à St Roch et St Sébastien, peints par Andrea Procaccini. Il a également peint une Transfiguration qui se trouvait dans l'église de San Salvatore à Plaisance. Gherardi est devenu professeur de peinture à l' Istituto Gazzola de Plaisance . Un de ses élèves était Carlo Maria Viganoni,.

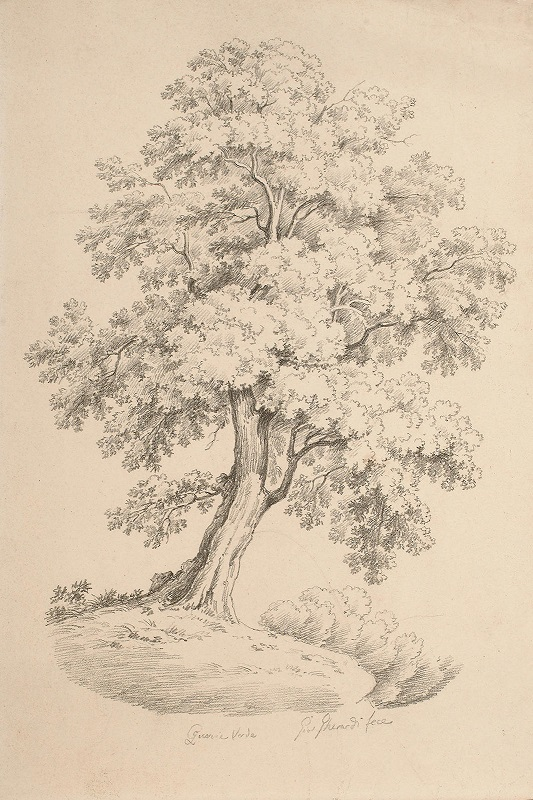
Quercia verde, crayon sur papier, 42,5 × 28,5 cm, collection privée.